# Chinatsu Kira
Chinatsu Kira (吉良 知夏, Kira Chinatsu, nascida em 23 de janeiro de 1984) é uma futebolista japonesa que atua como atacante.

## Honras
Japão
Vencedora
- Copa da Ásia de Futebol Feminino: 2014